# Deutsche Kriegsgräberstätte Sandweiler

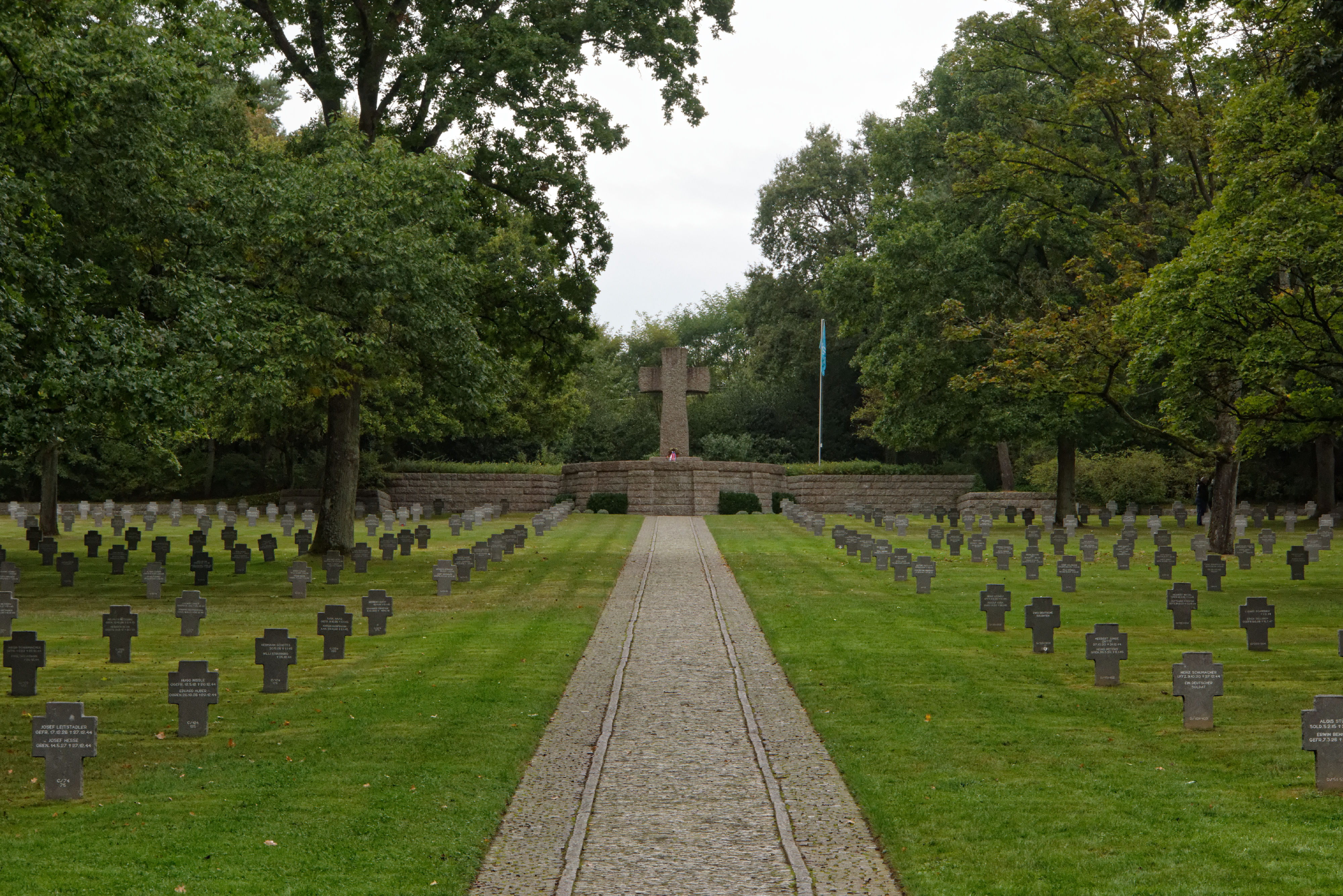
Blick vom Eingang auf das Mahnmal am Massengrab

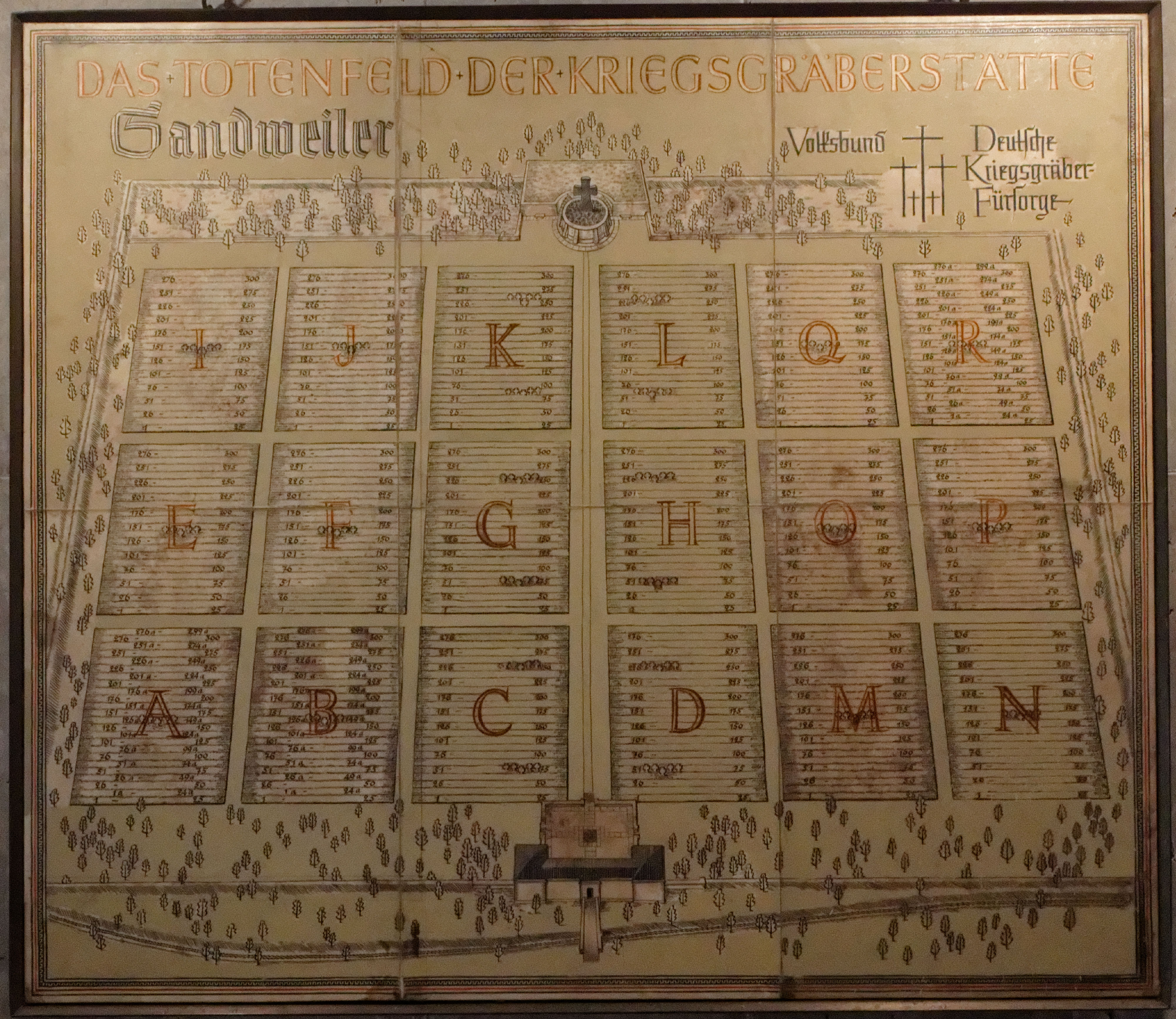
Plan der Kriegsgräberstätte

Die Deutsche Kriegsgräberstätte Sandweiler ist eine Kriegsgräberstätte südwestlich von Sandweiler in Luxemburg für einen im Ersten Weltkrieg und 10.913 im Zweiten Weltkrieg gefallene deutsche Wehrmachtssoldaten, die am 5. Juni 1955 der Öffentlichkeit übergeben wurde. Es ist die erste Kriegsgräberstätte, die nach dem Zweiten Weltkrieg im Ausland angelegt wurde.

## Geschichte
Der amerikanische Gräberdienst bestattete dort 5.599 deutsche Gefallene aus den Kämpfen des Frühjahres 1945 in mehreren Blocks zu 300 Gräbern. Entsprechend dem Abschluss des deutsch-luxemburgischen Kriegsgräberabkommens zwischen der großherzoglich-luxemburgischen Regierung und der Regierung der Bundesrepublik Deutschland 1952 bettete der Volksbund Deutsche Kriegsgräberfürsorge weitere 5.286 Gefallene aus 150 luxemburgischen Gemeinden ebenfalls dort hinzu. Dabei liegen 4.829 im Kameradengrab, von denen 4.014 namentlich zugeordnet werden konnten. Deren Namen sind auf den 41 Bronzetafeln verzeichnet.
Die Errichtung der Anlage begann 1952. Dazu wurden aus den anderen Gemeinden die Gefallenen nach Sandweiler umgebettet, teilweise aus Massengräbern geborgen. 1955 wurde der Friedhof eingeweiht, dabei waren über 2.000 Angehörige sowie Schülerabordnungen aus den deutschen Bundesländern anwesend. Auch die Bevölkerung Luxemburgs und besonders von Sandweiler nahm daran teil.
Die Anlage ist in 18 Blöcke aufgeteilt. Natursteinkreuze stehen auf den Gräbern, die beidseitig mit zusammen bis zu sechs Namen beschriftet sind.
Der Landesverband Schleswig-Holstein hat die Patenschaft übernommen.
Anlässlich des 50. Jahrestages des Kriegsendes wurde im Eingangsbereich des Gräberfeldes ein Ginkgobaum gepflanzt.
2009 wurde das Kreuz im Eingangsbereich gestohlen und am 6. Oktober 2010 mit einem Werk von Kurt Tischler ersetzt.

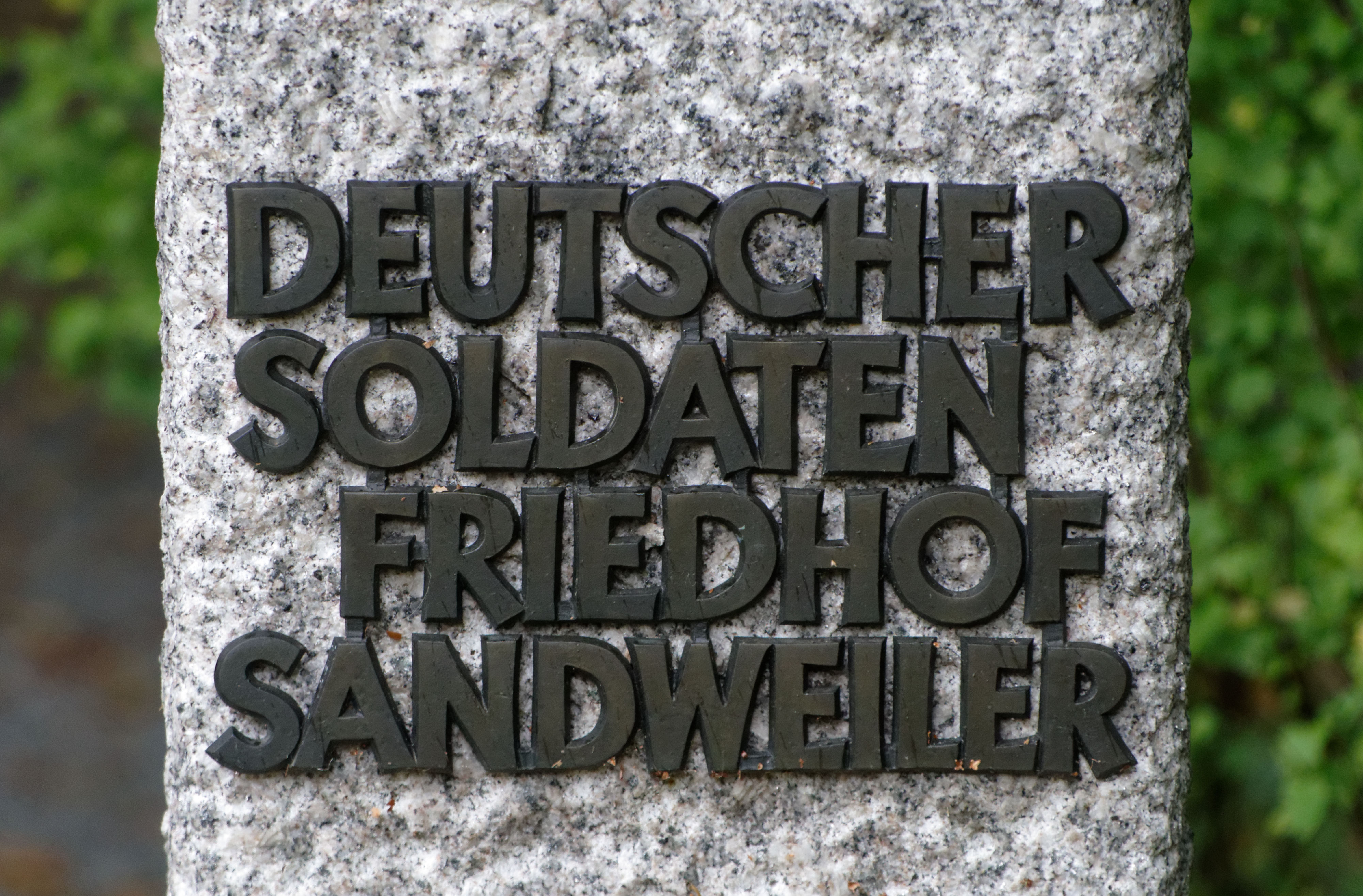
Zugang zur Kriegsgräberstätte
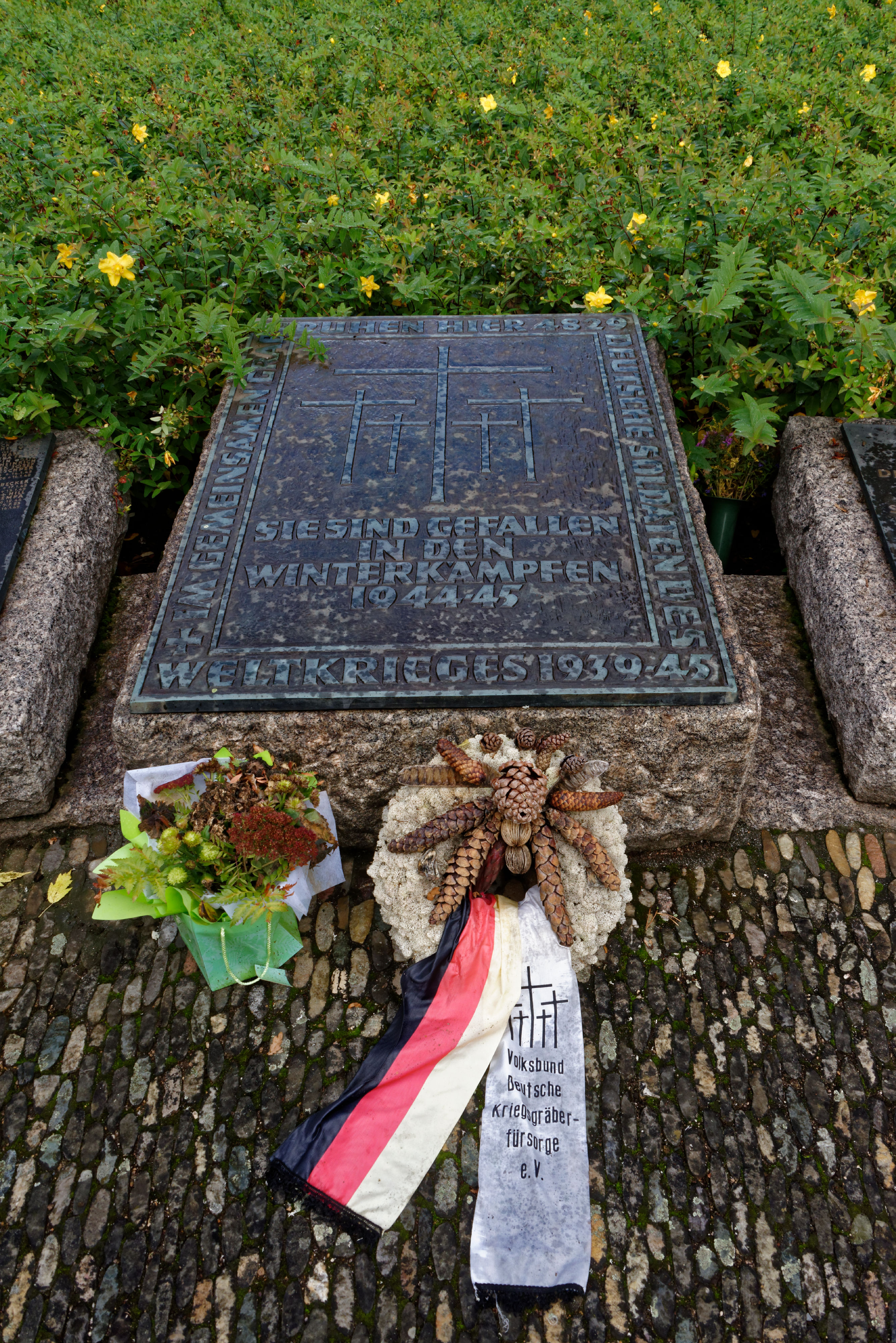
Platte auf dem Massengrab
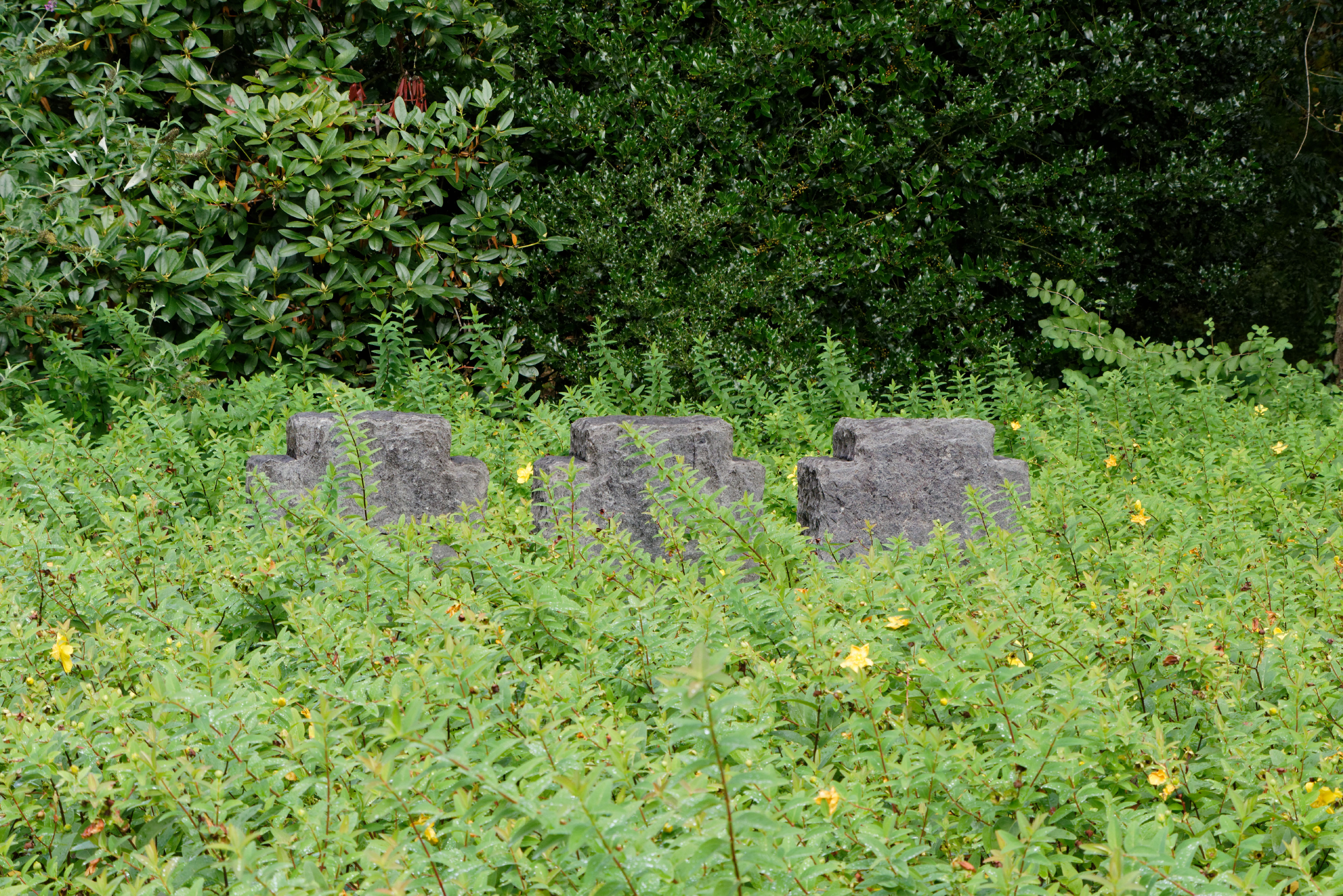
Anonyme Kreuze auf dem Massengrab
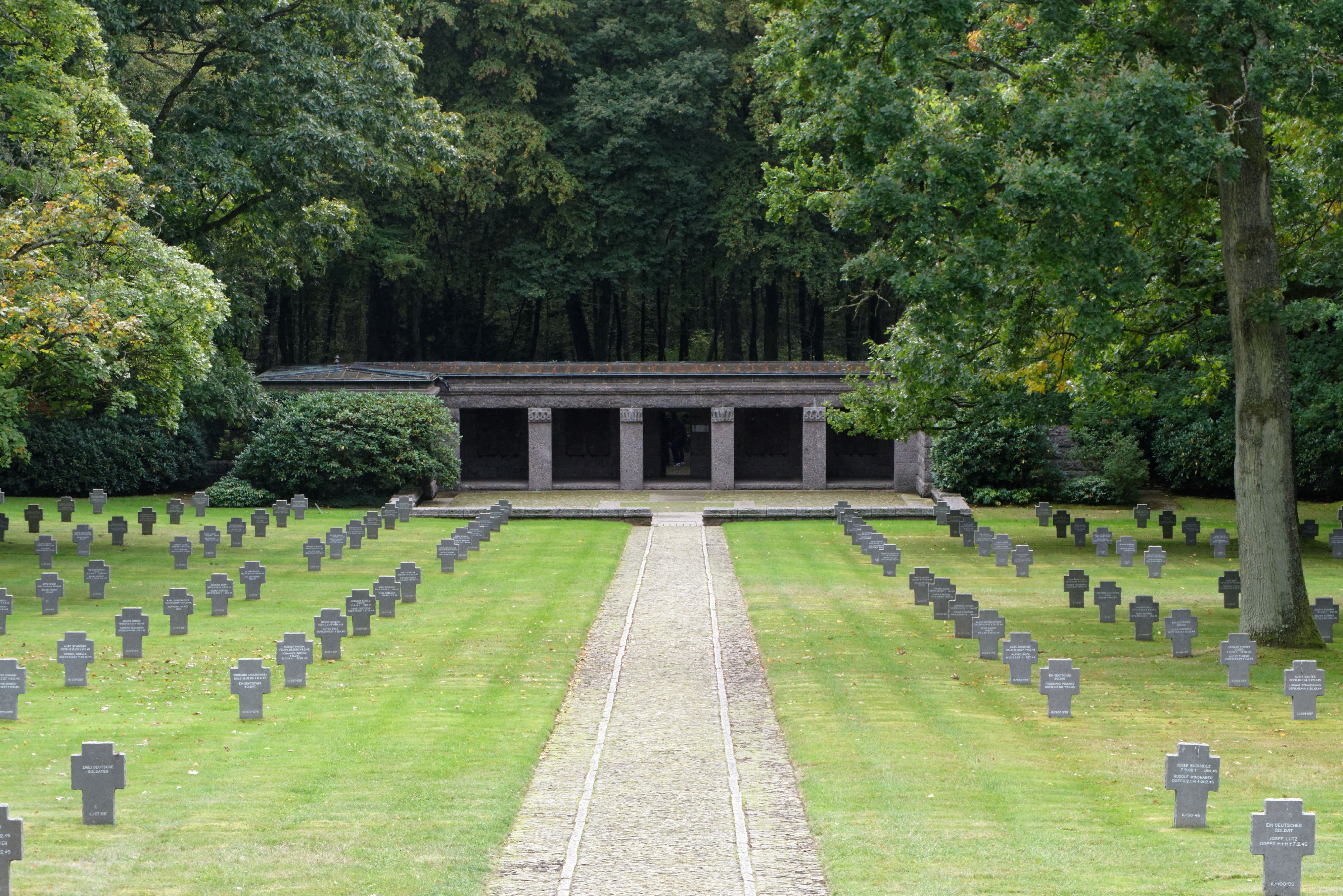
Eingangsbereich vom Mahnmal aus gesehen
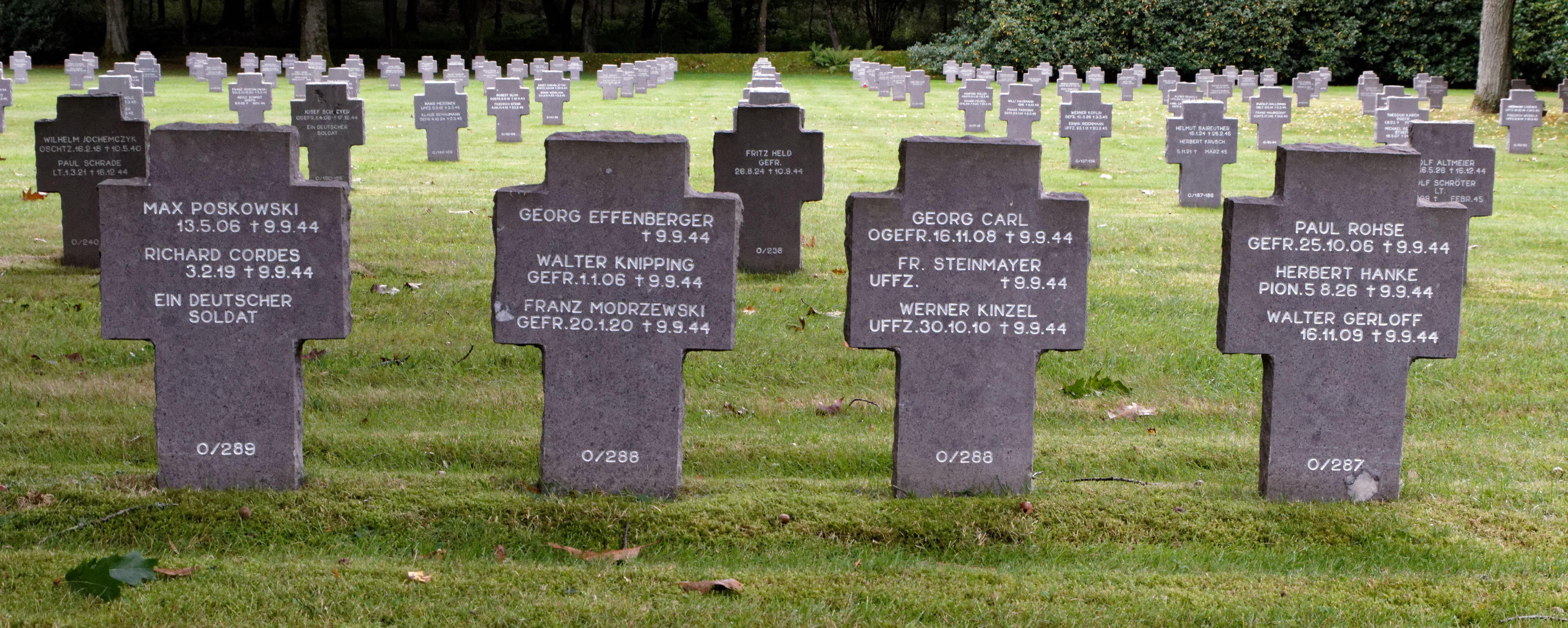
Gruppe gemeinsam gefallener Soldaten mit dreifacher Beschriftung
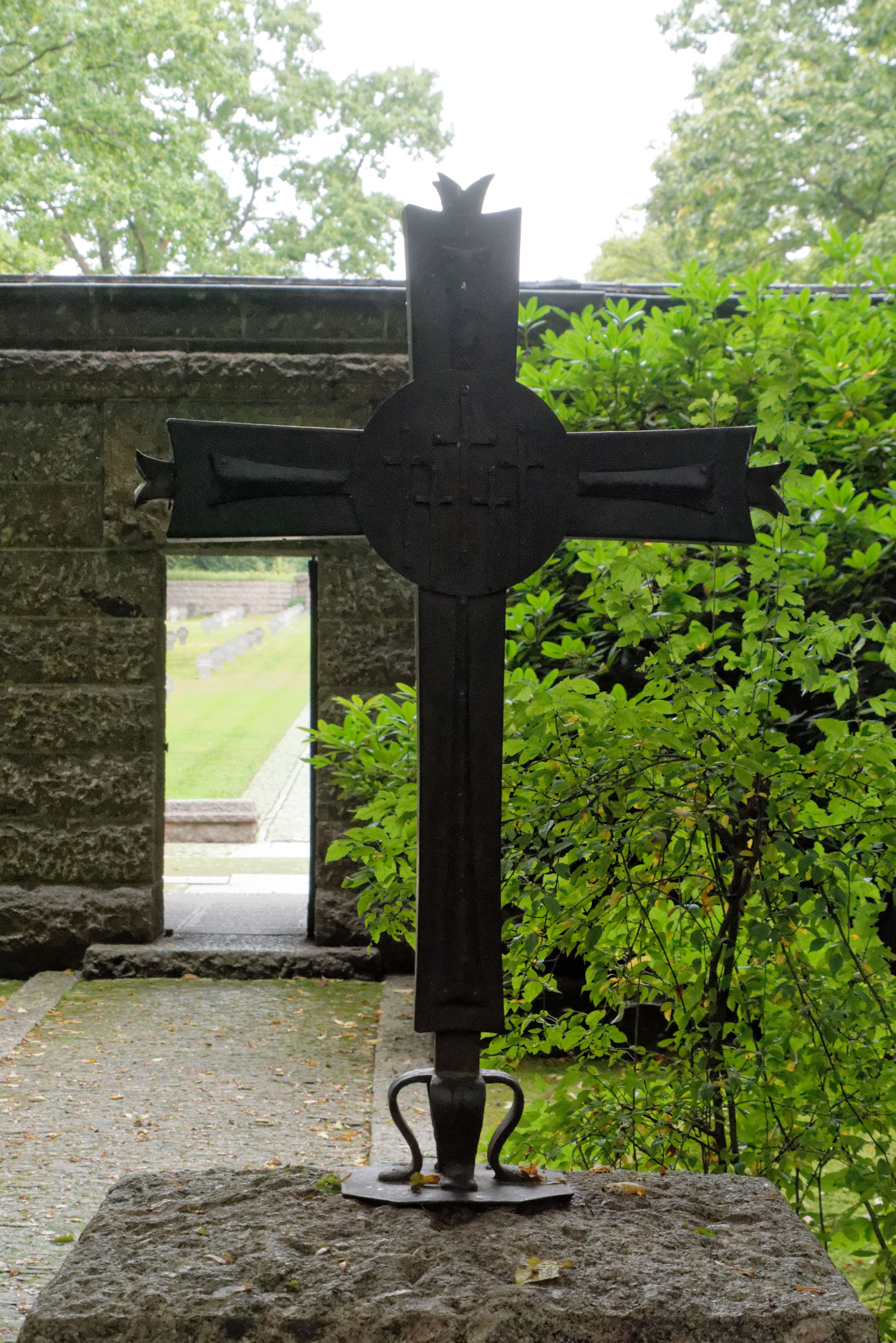
Das nach dem Diebstahl neu aufgestellte Kreuz

Der Luxembourg American Cemetery and Memorial befindet sich in der Nähe bei Hamm zwischen Luxemburg und Sandweiler.

## Belege
- Sandweiler, Volksbund Deutsche Kriegsgräberfürsorge e. V., Versöhnung über den Gräbern, Arbeit für den Frieden
- Kriegsgräberstätte Sandweiler in der Datenbank vom Volksbund Deutsche Kriegsgräberfürsorge